# Love or Leave
Chansons représentant la Lituanie au Concours Eurovision de la chanson
We Are the Winners
(2006) Nomads in the Night
(2008)
Love or Leave (en français, Aimer ou quitter) est la chanson représentant la Lituanie au Concours Eurovision de la chanson 2007. Elle est interprétée par 4Fun.
En raison de sa sixième place l'année précédente, la Lituanie est directement qualifiée pour la finale.
La chanson est la neuvième de la soirée, suivant Unsubstantial blues interprétée par Magdi Rúzsa pour la Hongrie et précédant Ya sou, María interprétée par Sarbel pour la Grèce.
À la fin des votes, elle obtient 28 points et finit à la 21e place sur vingt-quatre participants.